# Albert Edelmann

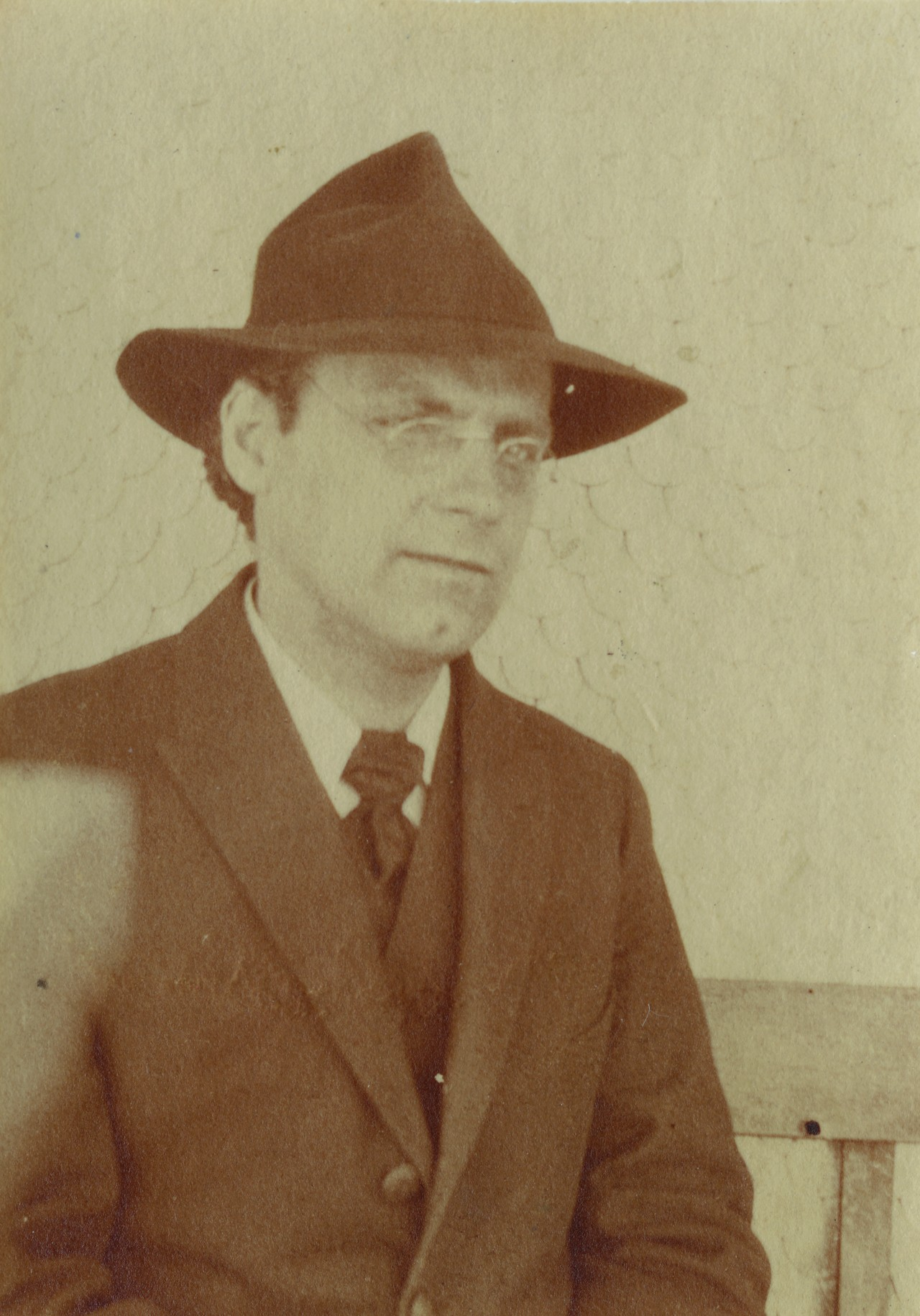
Albert Edelmann, etwa 1930

Albert Edelmann (* 18. Juli 1886 in Lichtensteig; † 24. September 1963 in Wattwil) war ein Schweizer Lehrer, Maler (Autodidakt) und Förderer von lokalem Volks- und Kulturgut. Er war der Sohn des Lehrers Johann Jakob Edelmann und begründete 1952 das Heimatmuseum Ackerhus in Ebnat-Kappel.

## Leben und Werk
Albert Edelmann besuchte das Lehrerseminar Mariaberg in Rorschach und unterrichtete von 1906 bis zu seiner Pensionierung 1952 an der Gesamtschule Dicken in Ebnat. Im oberen Stockwerk befand sich seine Wohnung. Der Maler Karl Hofer wohnte mit seiner Familie im Sommer 1907 bei Edelmann. Sowie der Maler Hans Brühlmann mit seiner Frau Nina während des Sommers 1908, 1909 und 1910.
Edelmann bemühte sich um die Pflege des bäuerlichen Kulturschaffens, die Neuerschliessung alter Volkslieder und entdeckte die in Vergessenheit geratenen Toggenburger Halszither, Toggenburger Hausorgel und Toggenburger Bauernmalerei wieder.